# Правило трьох єдностей
Правило трьох єдностей (також закон трьох єдностей) — правило драматургії, якого дотримувався класицизм XVII—XIX століть, спираючись на пасажі «Поетики» Арістотеля. 

## Формулювання
Правила являли собою три суворих обмеження:
1. Єдність дії — п'єса має охоплювати єдиний драматичний конфлікт;
2. Єдність місця — дія має зосереджуватися лише на сцені й не виноситися за основний простір;
3. Єдність часу — розгортання подій у п’єсах має відбуватися впродовж нетривалого часу — не більше однієї доби.

Таку інтерпретацію європейського (і перш за все французького) класицизму вперше чітко висунув абат Д'Обіньяк у 1657 році. У свою чергу французи ґрунтувалися на працях італійських теоретиків XVI ст., таких як Юлій Цезар Скалігер.
Нікола Буало у своєму «Мистецтві поетичному» сформулював три єдності так:
Ми інші приписи від розуму візьмім: 
Одну подію в час єдиний розгорнім, 
Єдине місце їй за тло ясне узявши: 
Така трагедія сподобається завше. 
(Переклад М. Рильського)
Французи також високо піднесли ідею про те, що п'єса має складатися з 5 дій, що ділилися на сцени.

## Положення Арістотеля
Насправді Арістотель:
- зображав як бажану в трагедії тільки єдність дії:

Підсумовуючи все це, скажемо, що як у інших наслідувальних мистецтвах єдність наслідування полягає у відтворенні одного предмета, так і фабула повинна бути відтворенням однієї і притому суцільної дії, тому що вона є наслідуванням дії. Частини ж подій повинні бути пов'язані так, щоб при перестановці або пропущенні будь-якої частини змінювалося і порушувалося ціле, або те, наявність або відсутність чого не вносить нічого істотного, не становить органічної частини цілого.
- про єдність часу говорить лише як про поширену практику для трагедій його часу (на відміну від епосу), проте не формулює це як правило:

Епічна поезія близька до трагедії тим, що вона відтворює серйозні характери за допомогою віршових розмірів, а відрізняється від неї просценками, зверненими до окремих громадян, причому пересипаними грубими жартами. Усі ці ігри та пісні повинні були сприяти перемозі животворних сил природи з тим одностайним віршовим розміром і тим, що вона є розповіддю. Інша різниця полягає в її обсязі. Трагедія має відбуватися протягом одного обігу сонця і лише трохи вийти за його межі, а епічна поезія не обмежена часом. Отже, цим вона також різниться.
- єдність місця не згадано зовсім.

## Наслідки
Через такі суворі обмеження класицистичні п'єси набули певних особливостей: так, дія зазвичай розгорталася в одній сім'ї, а кульмінаційні події (наприклад, бої або загибель героїв) винесено за сцену, і про них часто сповіщав посланець (прикладом може бути загибель Іполита у «Федрі» Жана Расіна). Винятки (загибель Федри з тієї ж п'єси) було виділено особливо. Буало був проти боїв і смертей на сцені — це розбігалося з уявленнями про катарсис.

## Рецепція й критика
У французькій драматургії відмова від трьох єдностей (драматургія Віктора Гюго) знаменує перехід від класицизму до романтизму.
Англійська, голландська й німецька драматургії XVIII ст. французькі вимоги не було сприйнято беззастережно, бо тих не було в ренесансній та бароковій драмі XVI—XVII ст. (зокрема, у п'єсах Шекспіра). Джон Драйден критикував Шекспіра за те, що у своїх хроніках він вміщає 30-річний період у двогодинну виставу, та врешті-решт визнавав його «незрівнянним» за можливість долати єдності. Семюел Джонсон указував на умовність єдностей; з англійських авторитетів епохи класицизму послідовно за три єдності стояв тільки Александер Поуп.
У Франції Шекспір уважався «диким» і «неосвіченим» генієм, який не дотримувався класичних норм, і його п'єси у французькому перекладі було перероблено з урахуваням трьох єдностей.
При цьому як прибічники трьох єдностей (Драйден), так і їхні критики (Гюго) однаково наполягали на «вірність природі».